# Закон збереження моменту імпульсу
| Симетрія у фізиці            | Симетрія у фізиці                 | Симетрія у фізиці            |
| Перетворення                 | Відповідна інваріантність         | Відповідний закон збереження |
| ---------------------------- | --------------------------------- | ---------------------------- |
| ⭥Трансляції часу             | Однорідність часу                 | …енергії                     |
| ⊠ C, P, CP і T-симетрії      | Ізотропність часу                 | …парності                    |
| ⭤ Трансляції простору        | Однорідність простору             | …імпульсу                    |
| ↺ Обертання простору         | Ізотропність простору             | …моменту імпульсу            |
| ⇆ Група Лоренца (бусти)      | Відносність Лоренц-коваріантність | …руху центра мас             |
| ~ Калібрувальне перетворення | Калібрувальна інваріантність      | …заряду                      |

Закон збереження моменту імпульсу стверджує, що момент кількості руху у замкненій системі зберігається під час еволюції
цієї системи з часом.
Момент імпульсу замкнутої системи тіл залишається незмінним при будь-яких взаємодіях тіл системи.
Закон збереження моменту кількості руху є наслідком ізотропності простору.

## Механіка Лагранжа
Найпростіше закон збереження моменту імпульсу формулюється й доводиться в Лагранжевій механіці.
Ізотропність простору значить, що функція Лагранжа L не залежить від вибору системи координат. Виберемо будь-яку вісь і візьмемо за узагальнену координату кут повороту {\displaystyle \varphi } навколо цієї осі. Незалежність функції Лагранжа від цього кута означає
{\displaystyle {\frac {\partial L}{\partial \varphi }}=0},
тобто момент сили дорівнює нулю.
Тоді, Згідно з рівнянням Лагранжа
{\displaystyle {\frac {d}{dt}}{\frac {\partial L}{\partial {\dot {\varphi }}}}=0}
тобто часова похідна від моменту імпульсу дорівнює нулю. Сам момент імпульсу тоді є інтегралом руху.
{\displaystyle {\frac {\partial L}{\partial {\dot {\varphi }}}}={\text{const}}}.

## Квантова механіка
У квантовій механіці момент імпульсу не лише зберігається, а й квантується, тобто може мати лише певні, цілком визначені значення.
Принцип невизначеності Гайзенберга накладає обмеження на закон збереження. Одночасно визначеними можуть бути лише одна із просторових компонент моменту кількості руху і квадрат моменту кількості руху. Інші дві просторові компоненти залишаються в такому стані абсолютно невизначеними.
Додатково заплутує ситуацію така властивість квантових частинок, як спін. Закон збереження моменту імпульсу справедливий лише за малих швидкостей руху, коли обертовий момент не взаємодіє зі спіном. Значна спін-орбітальна взаємодія призводить до того, що не зберігаються ані спін, ані кутовий момент зокрема, а лише повний момент, що є сумою спіну й кутового моменту.